# Élections législatives dominiquaises de 2014
Les élections législatives dominiquaises de 2014 se sont déroulées le 8 décembre 2014 sur l'île de Dominique. Le Parti travailliste de la Dominique (gauche) recule, mais conserve une majorité absolue.

## Mode de scrutin
L'Assemblée de la Dominique est un parlement monocaméral composé de 30 à 32 sièges, dont 21 sont pourvus au suffrage direct au scrutin uninominal majoritaire à un tour dans autant de circonscriptions. Neuf autres membres, dits sénateurs, sont désignés par le président de la Dominique dont cinq sur recommandation du Premier ministre et quatre sur celle du chef de l'opposition. Enfin les deux derniers sièges sont réservés au procureur général et au président de l'Assemblée s'ils ne sont pas issus des rangs des parlementaires. La durée du mandats des membres du parlement est de cinq ans.

## Résultats
|                           |                            |        |       |        |               |
| Partis                    | Partis                     | Votes  | %     | Sièges | +/–           |
|                           | Parti travailliste         | 23 208 | 56,99 | 15     | 3             |
|                           | Parti uni des travailleurs | 17 479 | 42,92 | 6      | 3             |
|                           | Indépendants               | 37     | 0,09  | 0      | 0             |
|                           |                            |        |       |        |               |
| Votes valides             | Votes valides              | 40 724 | 98,85 |        |               |
| Votes blancs et invalides | Votes blancs et invalides  | 471    | 1,15  |        |               |
| Total                     | Total                      | 41 195 | 100   | 21     | en stagnation |
| Abstention                | Abstention                 | 31 084 | 43,01 |        |               |
| Inscrits/Participation    | Inscrits/Participation     | 72 279 | 56,99 |        |               |